# Sphenomorphus sibuensis
Sphenomorphus sibuensis är en ödleart som beskrevs av  Grismer 2006. Sphenomorphus sibuensis ingår i släktet Sphenomorphus och familjen skinkar. Inga underarter finns listade i Catalogue of Life.